# Neotrichiorhyssemus hauseri
Neotrichiorhyssemus hauseri är en skalbaggsart som beskrevs av Vladimir Balthasar 1933. Neotrichiorhyssemus hauseri ingår i släktet Neotrichiorhyssemus och familjen Aphodiidae. Inga underarter finns listade i Catalogue of Life.